# ジャック・ローレンス (ポルノ俳優)

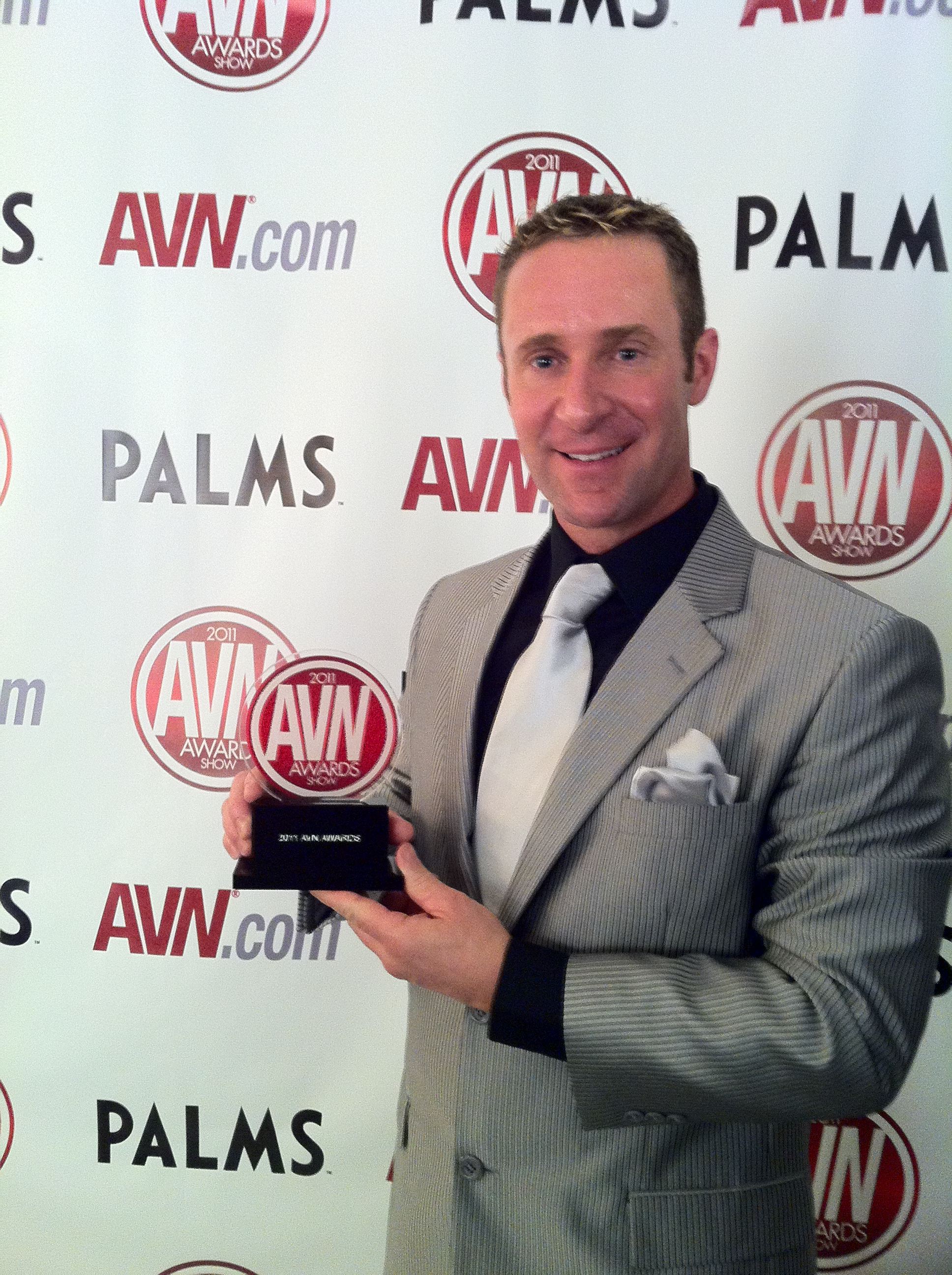
ジャック・ローレンス

ジャック・ローレンス（Jack Lawrence, 1967年1月27日 - ）は、アメリカ合衆国のポルノ俳優。ベルギー出身。

## 出演作品
- エロパロ・オブ・ザ・デッド　ジェイソンはまだ勃っていた
- ヒワイライト
- スマター・トレック
- ハート・ファッカー
- 監禁 男女7人観察ファイル
- トリプル・レディボディ
- お願いクリニック　貴女の性欲、解消します